# Čunkova Draga
 Čunkova Draga  falu Horvátországban Zágráb megyében. Közigazgatásilag Krašićhoz tartozik.

## Fekvése
Zágrábtól 40 km-re délnyugatra, községközpontjától 5 km-re északnyugatra a Zsumberki-hegységben fekszik. 

## Története
A falunak 1857-ben 70, 1910-ben 95 lakosa volt. Trianon előtt Zágráb vármegye Jaskai járásához tartozott. 2001-ben 33 lakosa volt. 

## Lakosság
| Lakosság változása | Lakosság változása | Lakosság változása | Lakosság változása | Lakosság változása | Lakosság változása | Lakosság változása | Lakosság változása | Lakosság változása | Lakosság változása | Lakosság változása | Lakosság változása | Lakosság változása | Lakosság változása | Lakosság változása |
| ------------------ | ------------------ | ------------------ | ------------------ | ------------------ | ------------------ | ------------------ | ------------------ | ------------------ | ------------------ | ------------------ | ------------------ | ------------------ | ------------------ | ------------------ |
| 1857               | 1869               | 1880               | 1890               | 1900               | 1910               | 1921               | 1931               | 1948               | 1953               | 1961               | 1971               | 1981               | 1991               | 2001               |
| 70                 | 90                 | 94                 | 121                | 109                | 95                 | 99                 | 83                 | 88                 | 84                 | 84                 | 74                 | 59                 | 54                 | 33                 |

## Külső hivatkozások
Krašić hivatalos oldala